# Pavel Chekov
Pavel Andreyevich Chekov (Russisch: Павел Андреевич Чеков) is een personage uit het Star Trekuniversum. Chekov werd gespeeld door de Amerikaanse acteur Walter Koenig in de oorspronkelijke serie en door de Russisch-Amerikaanse acteur Anton Yelchin in de films Star Trek, Star Trek: Into Darkness en Star Trek: Beyond.

## Carrière
Pavel Chekov werd geboren in Rusland, op de Aarde in 2245. Zijn vader heette Andrei Chekov. In 2263 studeerde hij aan de Starfleet Academie, waar hij als vaandrig (de laagste officiersrang) afstudeerde. Zijn Starfleet serienummer was 656-5827D. In 2267 kwam hij aan boord van de USS Enterprise NCC-1701 onder commando van kapitein James T. Kirk, eerst als roterend lid van de brug-bemanning, later als navigator. Ook verving hij mr. Spock als wetenschapsofficier, wanneer deze zelf niet beschikbaar was. In 2268 kreeg Chekov het commando over de Enterprise, terwijl Kirk, Spock en dr. McCoy op de planeet Neural waren.
In 2273 was hij gepromoveerd tot luitenant en bemande hij de tactische post. In 2285 was Chekov eerste officier onder kapitein Clark Terrell aan boord van de USS Reliant NCC-1864. Dit schip werd gestolen door Khan Noonien Singh met hulp van Terrell en Chekov, die onder controle van Khan stonden doordat er een Ceti Aal in hun hoofd zat. Chekov wist aan de controle te ontsnappen en hielp de Enterprise-bemanning in het uiteindelijke ruimtegevecht met de Reliant in de Mutara Nevel.
In 2286 stalen Chekov, Kirk, Scotty, Sulu, McCoy en Uhura de Enterprise uit het ruimtedok om Spock te redden van de Genesis-planeet. Bij deze planeet werd de Enterprise vernietigd, waarna de bemanning bezit nam van een Klingon Bird of Prey. Hiermee gingen ze terug in de tijd naar het jaar 1986 om twee bultruggen uit het verleden te halen. Aangekomen in 1986 sloop hij met Uhura aan boord van het Amerikaanse vliegdekschip USS Enterprise (CVN-65) om fotonen aan de reactor te onttrekken, waarmee het dilithiumkristal van hun ruimteschip kon worden gerepareerd.
In 2287 was hij navigator en veiligheidschef aan boord van de nieuwe USS Enterprise NCC-1701A, die werd overgenomen door de Vulcan Sybok. Deze was op zoek naar de mythische wereld Sha Ka Ree (Eden). Later werd Chekov gepromoveerd tot commander en in 2293 hielp hij mee om een samenzwering te verijdelen, die als doel had de president van de Verenigde Federatie van Planeten te vermoorden daarmee de vredesbesprekingen met de Klingons te saboteren.
In 2293 was Chekov gepromoveerd tot kapitein. Hij was aan boord van de nieuwe USS Enterprise NCC-1701B van kapitein John Harriman toen tijdens de eerste vlucht van dit schip kapitein Kirk verdween in het energielint dat de Nexus werd genoemd.

## Trivia
- Het springfield-klasse ruimteschip USS Chekov NCC-57302 werd naar hem vernoemd. Het werd in 2367 door de Borg vernietigd tijdens de slag bij Wolf 359.